# Northern Blues
Northern Blues är Kristofer Åström & Hidden Trucks tredje studioalbum, utgivet 2001. Med digipack-utgåvan av skivan följde ett två månaders medlemskap på sajten vitaminic.se, vilket gav köparen möjlighet att ladda ner tidigare outgivna låtar av Åström. Bland dessa återfanns covers på Bob Dylans "Is Your Love in Vain?", Steve Earles "Another Town" (senare utgiven på EP:n Plastered Confessions) och Dolly Partons "The Grass Is Blue", samt tidigare outgivna versioner av Åströms egna låtar.[källa behövs]

## Låtlista
1. "All Lovers Hell" – 5:04
2. "How Can You Live with Yourself?" – 5:15
3. "Defender" – 7:38
4. "Not There" – 4:02
5. "You Don't Know How Good You Are" – 10:54
6. "A Matter of Seconds" – 2:10
7. "Connected" – 3:12
8. "Years Since Yesteday" – 3:37
9. "She Loves Me" – 3:29
10. "Summer Version" – 5:03

## Medverkande musiker
- Jari Haapalainen - elektrisk gitarr, tolvsträngad akustisk gitarr, mandolin, banjo, slaginstrument, glockenspiel
- Peter Hermansson - piano
- John Jern - bas
- Per Nordmark - trummor
- Kristofer Åström - sång, bakgrundssång, akustisk gitarr, elektrisk gitarr, munspel, gong
- Paul Bothén - hammondorgel, nord lead, dragspel, bakgrundssång
- Lotta Danielsson - cello
- Kjell Lindén - altfiol
- Jan Sandborg - fiol
- Magnus Appelholm - trumpet, flugelhorn
- Lennart Löfgren - trombon

### Fotnoter
1. ↑  ”Northern Blues”. Discogs.com. http://www.discogs.com/Kristofer-%C3%85str%C3%B6m-Hidden-Truck-Northern-Blues/release/1390358. Läst 14 september 2012.